# Ponte browniana

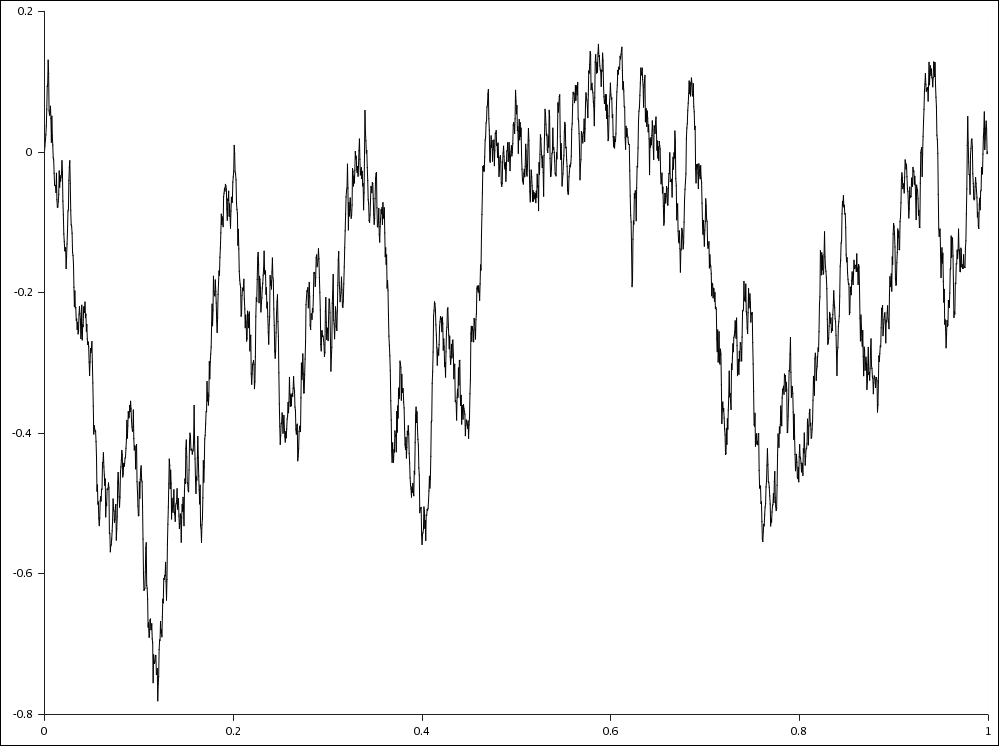
Movimento browniano fixado nos dois extremos. Aqui se usa uma ponte browniana.

Uma ponte browniana é um processo estocástico {\displaystyle B(t)} de tempo contínuo cuja distribuição de probabilidade é a distribuição de probabilidade condicional de um processo de Wiener {\displaystyle W(t)} (um modelo matemático do movimento browniano) sujeito à condição de que {\displaystyle W(T)=0}, de modo que o processo esteja fixado na origem tanto em {\displaystyle t=0}, como em {\displaystyle t=T}. Mais precisamente,
{\displaystyle B_{t}:=(W_{t}\mid W_{T}=0),\;t\in [0,T]}
O valor esperado da ponte é zero, com variância {\displaystyle {\frac {t(T-t)}{T}}}, implicando que a maior incerteza está no meio da ponte, com zero incerteza nos nós. A covariância de {\displaystyle B(s)} e {\displaystyle B(t)} é {\displaystyle s(T-t)/T} se {\displaystyle s<t}. Os incrementos na ponte browniana não são independentes

## Relação com outros processos estocásticos
Se {\displaystyle W(t)} for um processo de Wiener padrão, isto é, se para {\displaystyle t\geq 0}, {\displaystyle W(t)} for normalmente distribuído com valor esperado 0 e variância {\displaystyle t} e os incrementos forem estacionários e independentes, então
{\displaystyle B(t)=W(t)-{\frac {t}{T}}W(T)\,}
é uma ponte browniana para {\displaystyle t\in [0,T]}. Isto é independente de {\displaystyle W(T)}.
Reciprocamente, se {\displaystyle B(t)} for uma ponte browniana e {\displaystyle Z} for uma variável aleatória normal padrão independente de {\displaystyle B}, então o processo
{\displaystyle W(t)=B(t)+tZ\,}
é um processo de Wiener para {\displaystyle t\in [0,1]}. De forma mais generalizada, um processo de Wiener {\displaystyle W(t)} para {\displaystyle t\in [0,T]} pode ser decomposto em
{\displaystyle W(t)=B\left({\frac {t}{T}}\right)+{\frac {t}{\sqrt {T}}}Z.}
Outra representação da ponte browniana baseada no movimento browniano é, para {\displaystyle t\in [0,T]},
{\displaystyle B(t)=(T-t)W\left({\frac {t}{T-t}}\right).}
Reciprocamente, para {\displaystyle t\in [0,\infty ]},
{\displaystyle W(t)=(T+t)B\left({\frac {t}{T+t}}\right).}
A ponte browniana pode também ser representada como uma série de Fourier com coeficientes estocásticos, conforme
{\displaystyle B_{t}=\sum _{k=T}^{\infty }Z_{k}{\frac {{\sqrt {2}}\sin(k\pi t)}{k\pi }}}
em que {\displaystyle Z_{1},Z_{2},...} são variáveis aleatórias normais padrão independentes e identicamente distribuídas, como exposto pelo teorema de Karhunen-Loève.
Uma ponte browniana é o resultado do teorema de Donsker na área dos processos empíricos. Também é usado no teste Kolmogorov–Smirnov na área de inferência estatística.

## Considerações intuitivas
Um processo de Wiener padrão satisfaz a condição {\displaystyle W(0)=0}, sendo portanto "amarrado" à origem, mas os outros pontos não são restritos. Em um processo de ponte browniana , por outro lado, não só {\displaystyle B(0)=0}, mas também se exige que {\displaystyle B(T)=0}, isto é, que o processo esteja "amarrado" em {\displaystyle t=T} da mesma forma. Assim como uma ponte é sustentada por pilares nos dois extremos, exige-se que uma ponte browniana satisfaça condições nos dois extremos do intervalo {\displaystyle [0,T]}. Em uma ligeira generalização, exige-se que {\displaystyle B(t_{1})=a} e {\displaystyle B(t_{2})=b}, em que {\displaystyle t_{1}}, {\displaystyle t_{2}}, {\displaystyle a} e {\displaystyle b} são constantes conhecidas.
Suponha que foi gerada uma quantidade de pontos {\displaystyle W(0)}, {\displaystyle W(1)}, {\displaystyle W(2)}, {\displaystyle W(3)}{\displaystyle ,...,} de um caminho de processo de Wiener por simulação de computador. Deseja-se preencher espaços com pontos adicionais no intervalo {\displaystyle [0,T]}, isto é, fazer a interpolação entre os pontos já gerados {\displaystyle W(0)} e {\displaystyle W(T)}. A solução é usar uma ponte browniana, da qual se exige que vá pelos valores {\displaystyle W(0)} e {\displaystyle W(T)}.

## Caso geral
Para o caso geral em que {\displaystyle B(t_{1})=a} e {\displaystyle B(t_{2})=b}, a distribuição de {\displaystyle B} no tempo {\displaystyle t\in (t_{1},t_{2})} é normal, com média
{\displaystyle a+{\frac {t-t_{1}}{t_{2}-t_{1}}}(b-a)}
e covariância entre {\displaystyle B(s)} e {\displaystyle B(t)}, com {\displaystyle s<t},
{\displaystyle {\frac {(t_{2}-t)(s-t_{1})}{t_{2}-t_{1}}}.}